# Karima Benyaich
Karima Benyaich Millán (Tetuán, 2 de abril de 1961) es una diplomática marroquí. Desde 2018 es embajadora de Marruecos en España, primera mujer que ocupa este puesto.

## Biografía
Karima Benyaich es hija de Fadel Benyaich, médico personal del rey Hasán II, fallecido a los treinta y siete años durante el fallido golpe de Estado de Sjirat en 1971; y de su esposa, la española Carmen Millán. Diplomada en Derecho por la Universidad de Montreal (Canadá), también es máster en Ciencias Económicas por la misma universidad. Hermana del diplomático Mohamed Fadel Benyaich, fue nombrada embajadora en Lisboa en 2008. Diez años después, en 2018, pasó a la embajada de Madrid.

## Trayectoria
En diciembre de 2020, fue convocada por la secretaría de Estado de Asuntos Exteriores de España, Cristina Gallach, en relación con unas palabras del primer ministro marroquí, Saadeddine Othmani sobre Ceuta y Melilla en una entrevista en televisión pública. En ella, el entrevistador afirma que Ceuta y Melilla son marroquíes, y el primer ministro lo afirma y deja en entredicho que sean el siguiente objetivo después del Sáhara Occidental, y que hay que abrir el debate con España. 
En mayo de 2021, durante la entrada masiva de 8000 marroquíes en territorio español, fue convocada por la ministra de Asuntos Exteriores, Arancha González Laya, tras declarar que "hay actos que tienen consecuencias", confirmándose la tesis de que las autoridades marroquíes orquestaron dicha entrada como represalia tras la acogida sanitaria en Madrid del líder Polisario Brahim Ghali, enfermo de cáncer y Covid-19.